# Спердуто (Напуљ)
Спердуто је насеље у Италији у округу Напуљ, региону Кампанија.
Према процени из 2011. у насељу је живело 34 становника. Насеље се налази на надморској висини од 28 м.